# Бондаренко, Виталий Михайлович (учёный)
Вита́лий Миха́йлович Бондаре́нко (род. 3 мая 1948, Капитановка, Кировоградская область) — украинский математик, ведущий научный сотрудник ИМ НАН Украины, отдел алгебры, 2000 — доктор физико-математических наук, 2003 — профессор.

## Биография
В 1966 году окончил обучение в Капитановской средней школе. В 1972 году окончил Киевский университет — механико-математический факультет.
Лауреат Государственной премии Украины в области науки и техники — 2007, вместе с Ю. А. Дроздом, В. В. Кириченко, В. В. Любашенко, В. Л. Островским, А. В. Ройтер, Ю. С. Самойленко, В. В. Сергейчуком — за цикл работ «Изображение алгебраических структур и матричные задачи в линейных и гильбертовых пространствах».
Живёт в Киеве. Его сын, Бондаренко Виталий Витальевич — кандидат математических наук (2008).

## Основные работы
- Представления диэдральных групп над полем характеристики 2 // Математический сборник. 1975. Т. 96, вып. 1 (в соавт.);
- Представленческий тип конечных групп // Зап. научных семинаров Ленингр. отделения Матем. ин-та АН СССР. 1977. Т. 71 (в соавт.);
- Представления связок полуцепных множеств и их приложения // Алгебра и анализ. 1991. Т. 3, вып. 5;
- Линейные операторы в конечномерных S-пространствах // Некоторые вопросы современной математики. К., 1998. Т. 25.
- «Классификационные задачи в теории модулярных изображений групп» — диссертация доктора физико-математических наук, Институт математики НАН Украины, Киев, 2000,
- «Изображение гельфандовых графов» — Киев, Институт математики НАНУ, 2005.